# Ayaz Ishaki
Ğayaz İsxaqıy ou Ayaz İshaki (tatar : Гаяз Исхакый, russe : Гаяз Исхаки, Gayaz Iskhaki, né le 10 février 1878 (22 février dans le calendrier grégorien), mort le 22 juillet 1954) est un chef de file du mouvement nationaliste tatar, auteur, journaliste, éditeur et homme politique.

## Biographie
Ayaz Ishaki est né en 1878 dans le village de Yaushirma près de Kazan. Il est élevé par son père, puis est envoyé dans une madrasah (école religieuse). Il poursuit ses études à l'école normale russe-tatare (1898–1902).
Ayaz Ishaki s'installe à Kazan en 1904, où il fréquente les milieux socialistes en adoptant certains de leurs points de vue. Accusé d'activités révolutionnaire, il est envoyé dans un camp près d'Arkhangelsk en Russie septentrionale en 1907. 
Après la révolution de 1917 il s'engage dans des activités pour faire reconnaître l'autonomie culturelle des Tatars de la Volga et d'autres peuples turcophones de Russie. En réponse, les autorités soviétiques commencèrent une campagne de harcèlement contre lui et ses associés, le forçant à l'exil en 1920. Installé en Allemagne, Ayaz Iskhaki commence la publication d'un magazine en langue tatare, Milli Yul ("le chemin de la nation") en 1928.
En 1939, le magazine est arrêté et Iskhaki décide d'immigrer en Turquie. Après la Seconde Guerre mondiale il s'engage dans des activités politiques, dans le but de restaurer la nation tatare disparue depuis la prise de Kazan en 1552 et la transformation du khanat en province en 1708.
Toute sa vie durant, Ayaz Iskhaki voyage en Pologne, Allemagne, Japon, Chine et Turquie pour implanter une presse en langue tatare et unir les diasporas d'immigrés tatars.
Ayaz Iskhaki meurt en 1954 et est enterré dans le cimetière d'Edirnekapı à Istanbul.